# Tarentaise (údolí)

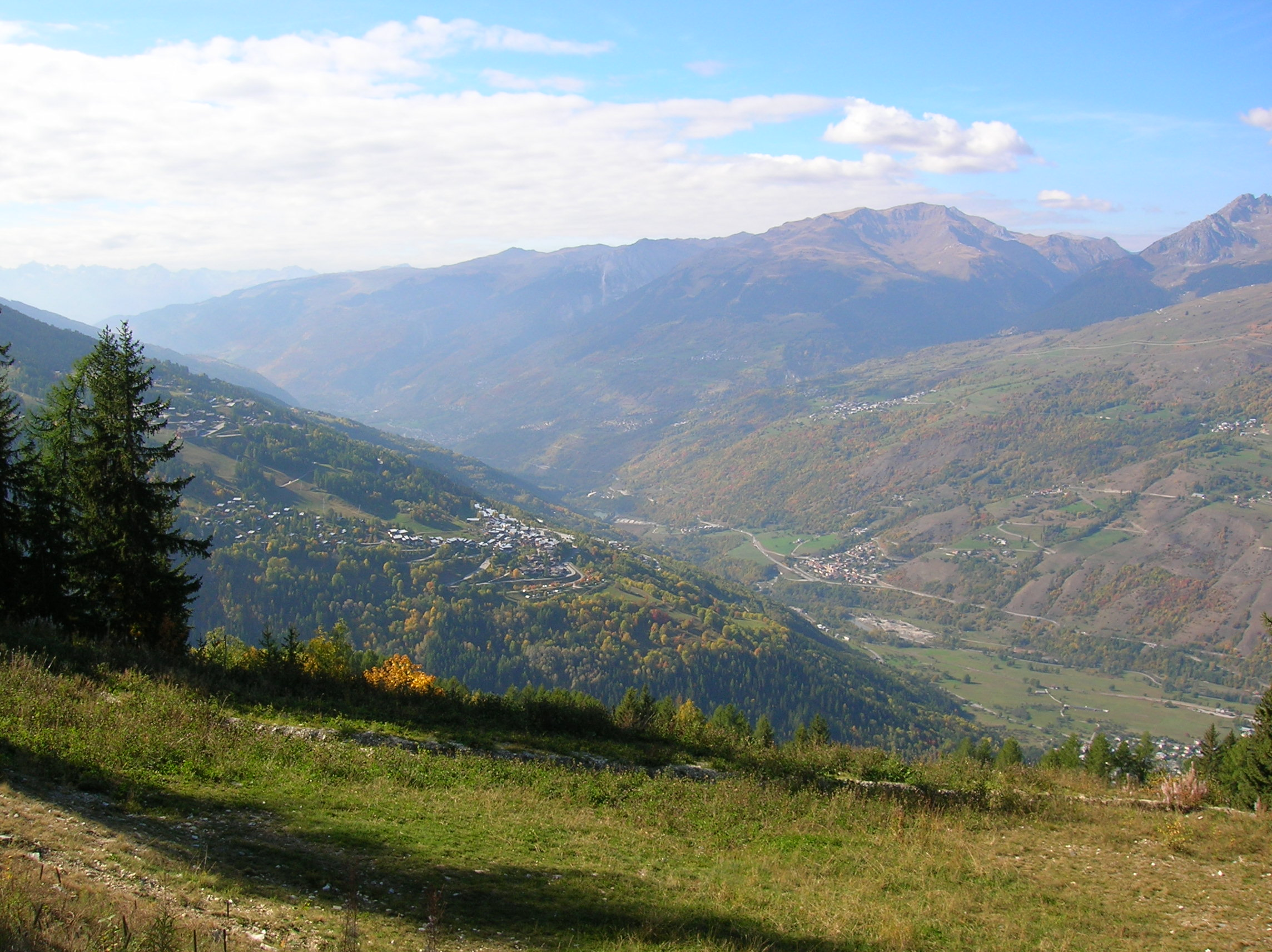
údolí Tarentaise

Tarentaise je údolí řeky Isère v srdci Francouzských Alp, v regionu Savojsko. Název Tarentaise pochází ze starověkého města Darantasia.

## Popis
Na začátku údolí je město Albertville, výše na východ Moûtiers, dále pak Aime a poslední velké město je Bourg-Saint-Maurice.
Oblast je celosvětově známá zejména díky proslulým lyžařským areálům, mezi které patří například Tři údolí (Courchevel, Meribel, Val Thorens atd.), Paradiski (La Plagne nad městem Aime a Les Arcs nad Bourg-Saint-Maurice) a Espace Killy (Tignes a Val-d'Isère). V těchto oblastech se odehrávalo mnoho částí zimních olympijských her v Albertville roku 1992. Kdysi se plánovalo propojit všechny zdejší lyžařské areály a vytvořit tak jednu naprosto největší lyžařskou oblast světa. Tato vize byla však ukončena založením Národního parku Vanoise.
Místní komunikace v zimě končí ve Val d’Isére, v letním období pokračuje průsmykem Col de l'Iseran do údolí Maurienne. V létě je také otevřen průsmyk Malý svatý Bernard (francouzsky Col du Petit Saint Bernard) , který propojuje údolí Tarentaise s Italským údolím Aosta. Silnice k němu vede z Bourg-Saint-Maurice.
Zejména na slunečnější severní straně údolí je mnoho zemědělských komunit. Jižní straně údolí zase dominují lyžařské areály a malé vesničky.

## Doprava
Až do města Bourg-Saint-Maurice vede železnice, kam v zimním období vedou přímé spoje vlaků Eurostar z Paříže a Londýna. Do Moûtiers vede rychlostní silnice, na kterou navazuje standardní 2 pruhová silnice, kde se v zimě často tvoří kolony. V současné době Evropská unie financuje projekt na zlepšení nejproblematičtějšího úseku mezi Moûtiers a Aime.